# Сломљено срце (ТВ серија из 2006)
Сломљено срце (шп. Heridas de amor) мексичка је теленовела, продукцијске куће Телевиса, снимана 2006.
У Србији је приказивана 2006. на телевизији Пинк.

## Синопсис
Миранда је девојка савремених схватања, нежна и лепа. Жељно очекује повратак вереника Фабрисија из Немачке, али она не зна да он не долази да би се оженио њоме, већ њеном сестром Флоренсијом. Фабрисио долази са пријатељем Алехандром који жели да се освети Мирандином богатом оцу Гонсалу јер мисли да је он убио његовог оца. Ипак, када упозна Миранду, Алехандро се заљубљује у њу и мења планове. Како време пролази њихова љубав мораће да се избори са Сесаром, заљубљеним у Миранду, и Бертом, Мирандином тетком, која не преза ни од чега да би освојила Алехандра.

## Улоге
| Глумац:               | Улога:                     |
| --------------------- | -------------------------- |
| Жаклин Бракамонтес    | Миранда                    |
| Гај Екер              | Алехандро                  |
| Дијана Брачо          | Берта                      |
| Серхио Сендел         | Сесар                      |
| Карла Алварес         | Флоренсија                 |
| Ингрид Мартс          | Рената                     |
| Хосе Луис Ресендез    | Фабрисио                   |
| Ванеса Аријас         | Нурија                     |
| Хорхе Алберто         | Амбросио                   |
| Нурија Бахес          | Фернанда                   |
| Росанхела Балбо       | Ребека                     |
| Рикардо Блуме         | Леонардо                   |
| Пабло Брачо           | Луис Алберто               |
| Марсело Кордоба       | Данијел                    |
| Франко Сосио          | Анхел                      |
| Луис Котуриер         | Хулио                      |
| Ернесто Д' Алесио     | Хуан                       |
| Алисија дел Лаго      | Нати                       |
| Лина Дуран            | Андреа                     |
| Сусана Гонзалез       | Лилијана                   |
| Хан                   | Лусијано                   |
| Енрике Лизалде        | Гонсало                    |
| Суси Лу               | Вероника                   |
| Хуго Масијас Макотела | Сантијаго                  |
| Карина Мора           | Лисанија                   |
| Рубен Моралес         | Висенте                    |
| Тоњо Маура            | Хоел                       |
| Беатриз Морено        | Ампаро                     |
| Хосе Елијас Морено    | Франсиско                  |
| Лурдес Мунхија        | Даире                      |
| Хајди Навара          | Карола                     |
| Карлос Перез          | Сансон                     |
| Марија Прадо          | Томаса                     |
| Паола Рикелме         | Ерика                      |
| Хектор Саез           | Бенхамин                   |
| Џесика Саласар        | Марисол                    |
| Родриго Техеда        | Раул                       |
| Магдалено Трухиљо     | Габино                     |
| Гретел Валдез         | Памела                     |
| Франсиско Васкез      | Чакирас                    |
| Луис Хавијер          | Роман                      |
| Летисија Калдерон     | Фернанда (у младим данима) |
| Хуан Ферара           | Гонсало (у младим данима)  |
| Сесилија Габријела    | Берта (у младим данима)    |
| Артуро Пениче         | Алфредо (у младим данима)  |